# Bahrajnská kultura

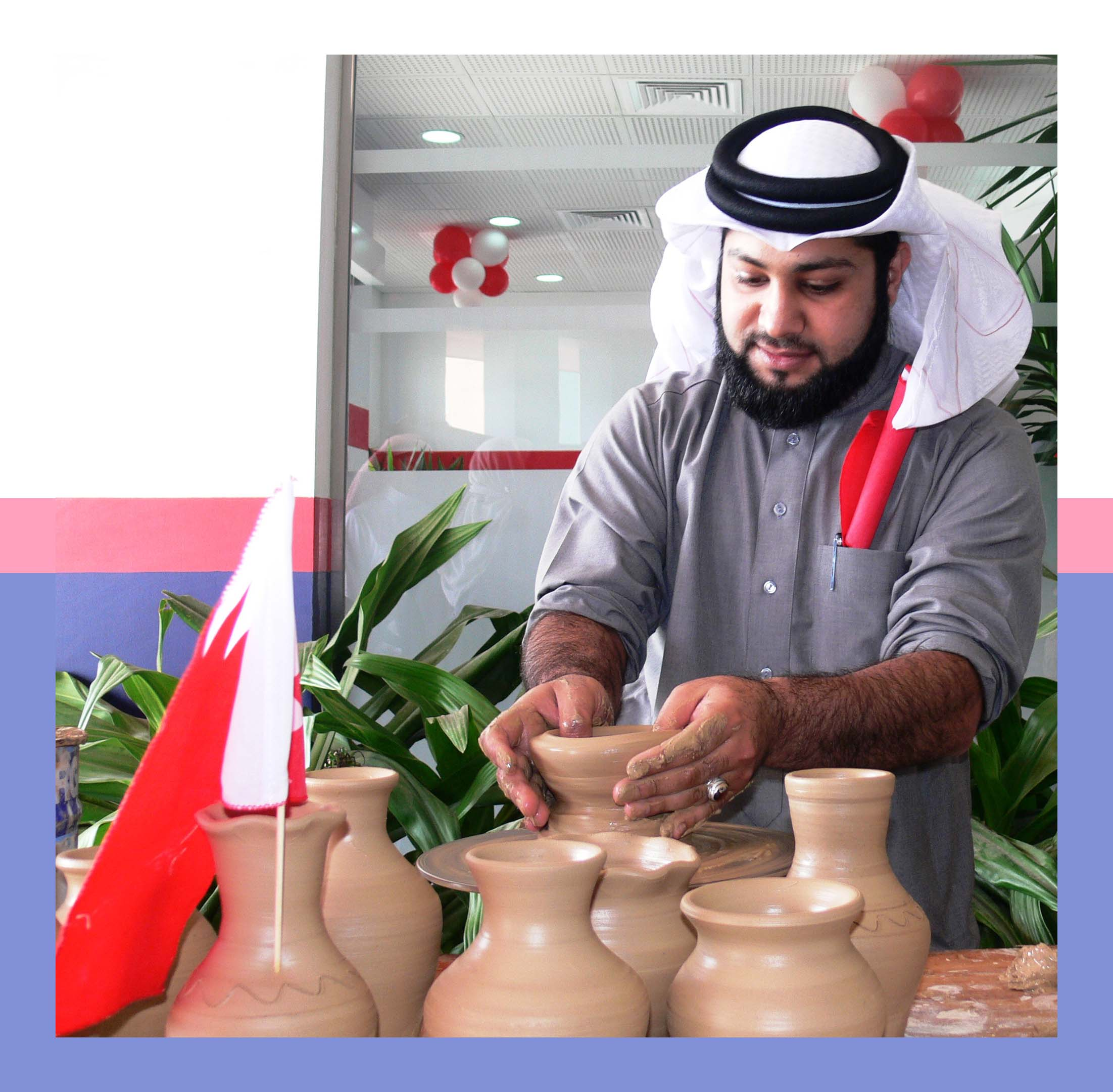
Výroba tradiční keramiky

Bahrajnská kultura je součástí historické oblasti východní Arábie. Podobá se tak kultuře jeho arabských sousedů v oblasti Perského zálivu. Bahrajn je známý svou kosmopolitností, bahrajnští občané mají velmi různorodý etnický původ. Ačkoliv je státním náboženstvím islám, země je tolerantní k ostatním náboženstvím. Na ostrově jsou katolické a pravoslavné kostely, hinduistické chrámy a také židovská synagoga.

## Lidé a jejich dědictví
Občané Bahrajnu mají velmi různorodý etnický původ. Existuje nejméně osm až devět různých etnických skupin obyvatel Bahrajnu. Občané šíitského původu se dělí na dvě hlavní etnické skupiny, Baharni a Ajam. Většina z nich patří k první jmenované skupině Baharni. Jsou to potomci původních předislámských obyvatel Bahrajnu. Mluví variantou arabštiny, která je známá jako bahrani arabština. Ajamové jsou etničtí perští šíité. Udržují si odlišnou kulturu a jazyk a výrazně ovlivnili bahrajnskou kulturu.
Mezi sunnitskými bahrajnskými občany je také mnoho etnických skupin. Sunnitští Bahrajnci se dělí na dvě hlavní etnické skupiny, městští Arabové a Huwala. Městští Arabové jsou většinou potomky sunnitských Arabů ze střední Arábie, kteří byli (vedle Baharni) v předropné éře tradičními lovci perel, obchodníky, námořníky a rybáři. Huwala jsou potomci sunnitských Íránců. Někteří z nich jsou etničtí Peršané, jiní etničtí Arabové.
Kromě těchto původních bahrajnských etnických skupin existují také etničtí afro-arabové a Balúčové. Tito Balúčové jsou potomky etnických Balúčů z Balúčistánu. Většina Bahrajnců afrického původu pochází z východní Afriky a tradičně žili na ostrově Muhárrak a Riffa. Indičtí Bahrajnci jsou většinou potomci bohatých indických obchodníků z předropné éry z kasty Bania. Menší skupina sunnitských bahrajnských občanů jsou potomky naturalizovaných palestinských uprchlíků a dalších levantských arabských přistěhovalců.
Zhruba polovinu populace tvoří Arabové. Mezi místními obyvateli narozenými v cizině, kteří tvoří více než polovinu populace, jsou lidé většinou z Íránu, Indie, Pákistánu, Filipín, Spojeného království a USA.
Obyvatelstvo Bahrajnu většinou vyznává islám, žijí zde jak sunnité, tak šíité. V Bahrajnu také žije největší křesťanská menšina ze zemí v Perském zálivu. Tisíce z nich mají i bahrajnské občanství. Oficiálním jazykem v Bahrajnu je arabština, nicméně angličtina je široce používána jako lingua franca. Je zde rozšířený i ajamský dialekt perštiny, kterým mluví bahrajnští občané perského původu. Mnoho Bahrajnců má pracovní znalost nejen angličtiny, ale také hindštiny a urdštiny.
Populárním moderním sportem v Bahrajnu je fotbal, zatímco tradičním zábavám, jako je jízda na koni a lov gazel a zajíců, se věnují bohatší Bahrajnci.
Tradiční řemeslná odvětví se těší státní a lidové podpoře. V Národním museu Bahrajnu v Manámě jsou starověké artefakty, jakou jsou figurky ze slonoviny, keramika, měděné předměty a zlaté prsteny. Řada těchto artefaktů nese stopy zahraničního vlivu. Existuje zde také malá, ale vzkvétající komunita avantgardního umění.

### Tradiční oděv

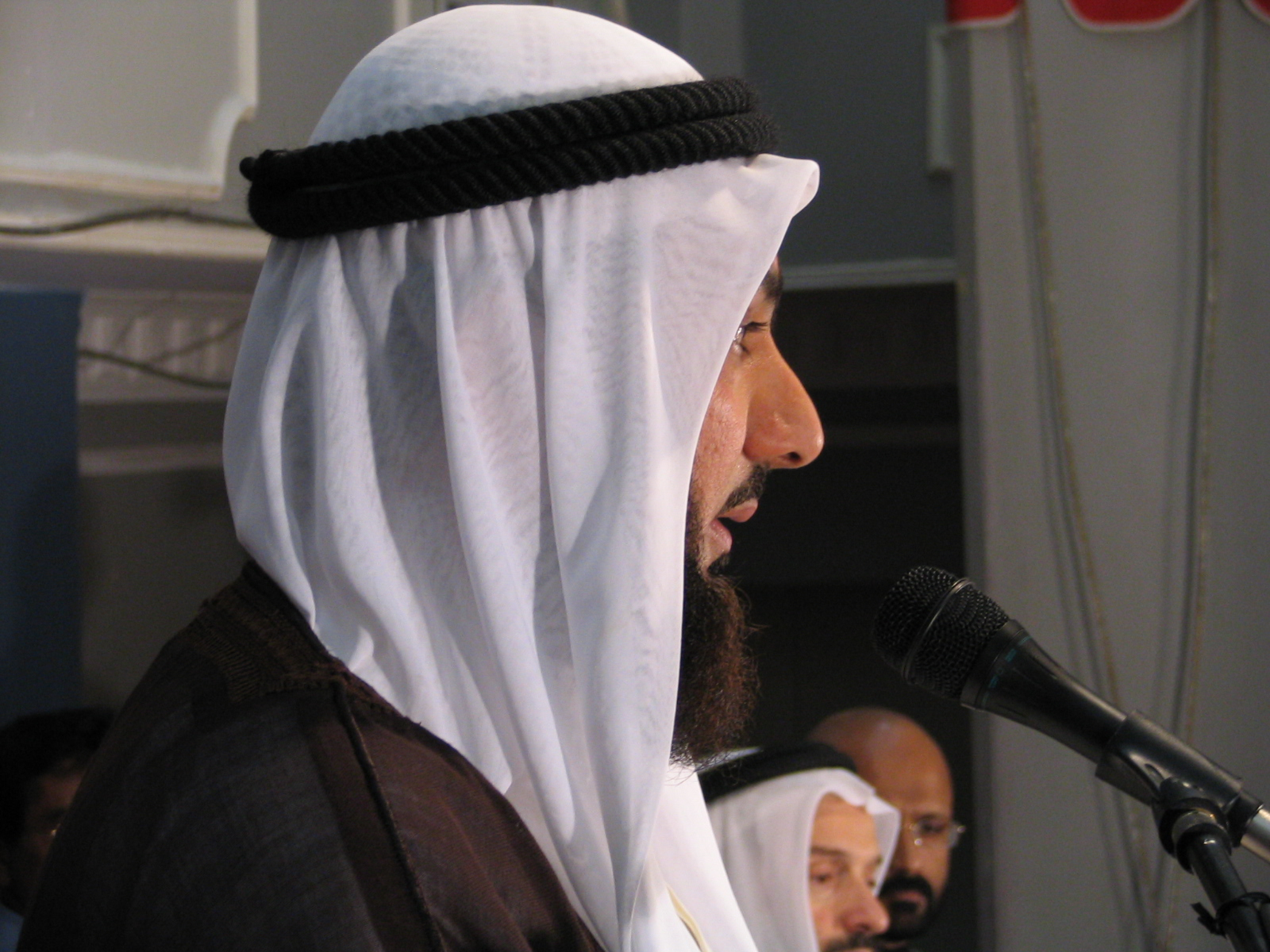
Bahrajnský muž s ghutrou a agalem

Tradičním oděv bahrajnských žen je abája, dlouhé volné černé šaty, které se nosí spolu s černou látkou na hlavě zvanou hidžáb. Tradičním oděvem bahrajnských mužů je thawb a tradiční pokrývka hlavy, která zahrnuje kefíju a agal. Thawb je volný oděv s dlouhým rukávem a délkou ke kotníkům. Letní oděv je bílý a vyrobený z bavlny, zimní je černý a vyrobený z vlny. Ghutra je čtvercový šátek vyrobený z bavlny, který se skládá do trojúhelníku a nosí se přes kefíju. V Bahrajnu je obvykle černobíle kostkovaná nebo bílá. V Bahrajnu výběr barvy nehraje žádnou společenskou roli, přestože v jiných zemích v Perském zálivu je tomu jinak. Kefíja je bílá pletená čepice, která se nosí pod ghutrou. Agal je tlustá, dvojitá, černá šňůra, která se nosí na vrcholu ghutry, aby ji držela na místě. Při některých příležitostech nosí Bahrajnci přes thawb ještě bišt, cože je plášť vyrobený z vlny. Bišt je měkký a obvykle má černou, hnědou nebo šedou barvu.

## Média
V arabštině v Bahrajnu vychází několik týdeníků a deníků. Patří mezi ně například Akhbár al-Chalídž, Al-Ajjám, Al-Vakt a jedny z nejčtenější novin v Bahrajnu Al-Vasat (v roce 2011 u nich denní náklad dosahoval 15 tisíc). Méně novin je v zemi vydáváno v angličtině. Patří mezi ně Gulf Daily News a Daily Tribune. Většina tisku je v soukromém vlastnictví a nepodléhá cenzuře, pokud se zdrží kritiky vládnoucí rodiny.
Státní televizní a rozhlasové stanice vysílají většinu programů v arabštině. Existují i kanály vysílající v angličtině a rádio vysílající v hindštině. Vydavatelská společnost oblíbená u turistů, expatů a mladých obyvatel Bahrajnu, LocalBH, se zabývá turistickými atrakcemi, zábavou a aktuálními událostmi v Bahrajnu.

## Umění, hudba a tanec

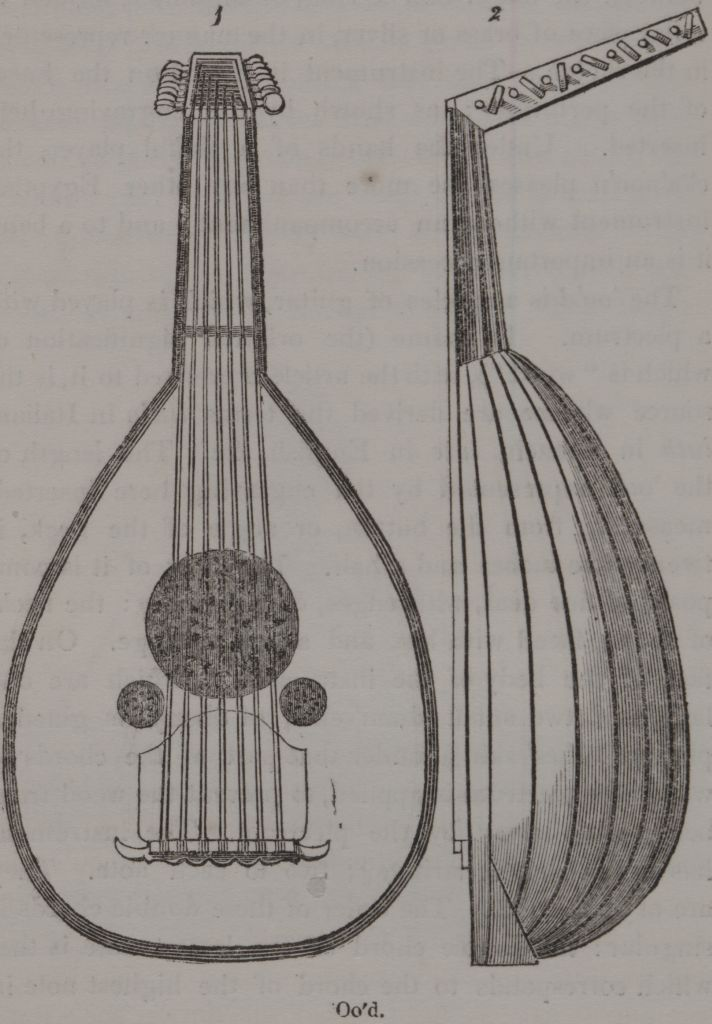
Úd

Mezi bahrajnské umění lze zařadit čtení Koránu, slavnostní tance doprovázené plochými bubny a vyprávění příběhů. Bahrajnští básníci jsou známí svými poetickými verši a pokračují v zavedených tradicích a zároveň prozkoumávají nová témata. Narození a svatby jsou v Bahrajnu doprovázeny rozsáhlými oslavami. Kromě toho jsou obyvatelé Bahrajnu umělecky zruční, čehož jsou mimo jiné důkazem i lodě používané k rybaření a lovu perel. Vyrábí se zde také tradiční šperky o složitých vzorech.
V Bahrajnu je také možné se setkat se stylem arabské lidové hudby pocházející z oblasti Perského zálivu s názvem chalídžíja, která je v Bahrajnu hraná způsobem polyrytmů. Styl je ovlivněn africkou hudbou. Bahrajnská tradice lovu perel je známá i svými písněmi zvanými fudžarjí. Fudžarjí je tradiční hudební repertoár mužů lovců perel z Bahrajnu. Zahrnuje zpěv, tleskání, bubnování a tance s hliněnými nádobami na vodu. Dále je v Bahrajnu možné setkat se i s hudbou a tancem zvaným líwa, který provozují především komunity potomků východních Afričanů.
Hudba v Bahrajnu vychází z tradičních hudebních forem. Je propracovaná a opakující se. Mezi typické hudební nástroje patří úd (předchůdce loutny) a rebab (jednostrunný nástroj). V Bahrajnu také existuje lidová taneční tradice. Ardha je mužský mečový tanec, který tradičně doprovázejí bubeníci a básník, který zpívá texty.
V Bahrajnu bylo natáčeno i několik celovečerních filmů. Prvním z nich je film Hamad a piráti z roku 1971 v produkci The Walt Disney Company. V tomto filmu jsou k vidění bahrajnské památky jako je Báb al-Bahrain a Míná’ Salmán. Dalším je dramatický film Bariéra, který režíroval Sám Muhammad az-Zuvádí. Kina jsou v zemi oblíbenými zařízeními od svého vzniku ve 20. letech 20. století, kdy vzniklo první provizorní kino.

## Svátky a zvyky
V Bahrajnu se slaví islámské náboženské svátky jako jsou ašúra, svátek přerušení půstu, svátek oběti, mawlid a ramadán. Mezi nenáboženské svátky patří Den nezávislosti, který se v Bahrajnu slaví 15. srpna.
| Datum                          | Název v češtině        | Název v arabštině   | Popis                                                                           |
| ------------------------------ | ---------------------- | ------------------- | ------------------------------------------------------------------------------- |
| 1. ledna                       | Nový rok               | رأس السنة الميلادية | oslava nového roku podle gregoriánské kalendáře, který slaví většina světa      |
| 1. května                      | Svátek práce           | يوم العمال          | každoroční svátek oslavující úspěchy pracovníků                                 |
| 16. prosince                   | Národní den            | اليوم الوطني        | Národní den Bahrajnu                                                            |
| 17. prosince                   | Den nástupu na trůn    | يوم الجلوس          | den nástupu na trůn posledního bahrajnského emíra                               |
| 1. den muharram                | Muslimský Nový rok     | رأس السنة الهجرية   |                                                                                 |
| 9. a 10. den muharram          | Ašúra                  | عاشوراء             | připomínka mučednické smrti imáma Husajna                                       |
| 12. den rabí´ al-avval         | Mawlid                 | المولد النبوي       | připomínka narozenin proroka Mohameda, které slaví ve většině muslimského světa |
| 1., 2. 3. denšauvál            | Svátek přerušení půstu | عيد الفطر           | připomínka konce ramadánu                                                       |
| 9. den dhú'l-hidždža           | Den Arafá              | يوم عرفة            | připomínka Mohamedova závěrečného kázání a dokončení poselství islámu           |
| 10., 11. 12. den dhú'l-hidždža | Svátek oběti           | عيد الأضحى          | připomínka Abrahámovy ochoty obětovat svého syna                                |

### Karkí'án
Karkí'án je půlroční oslava konající se 15. noci měsíce ša´bán a 15. noci měsíce ramadánu. Slaví se nejen v Bahrajnu, ale i v dalších zemích východní Arábie. Děti se v té době oblékají do tradičního oděvu a chodí ode dveří ke dveřím a od sousedů dostávají ořechy a sladkosti. Přitom děti zpívají tradiční písně. Tradice existuje již stovky let a v místní kultuře je hluboce zakořeněná.

## Národní kulturní dědictví

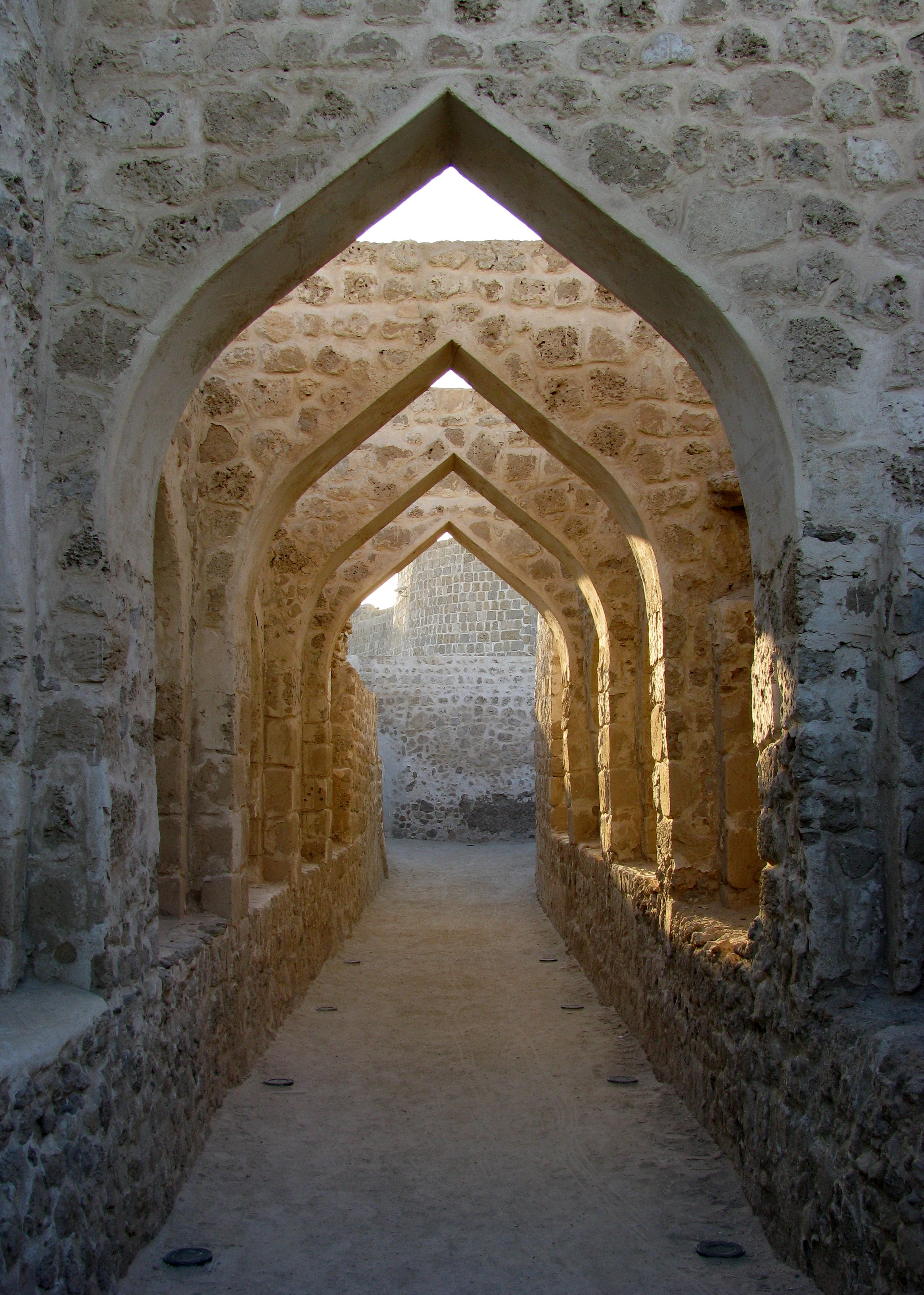
Qal'at al-Bahrain

- Mešita Al-Fatih
- Mešita Khamís
- Pevnost Arad
- Báb al-Bahrain
- Qal'at al-Bahrain
- Národní museum Bahrajnu
- Chrám Barbar
- Bajt al-Kur'án
- Dilmunské pohřební mohyly
- První ropný vrt
- Ajn Umm as-Sudžúr
- Národní divadlo Bahrajnu
- pevnost Rifá
- Strom života
- Džabal ad-Duchán